# Distúrbios em Duxambé em 1990
Os distúrbios em Duxambé foi um motim em massa que ocorreu em Duxambé, capital da RSS Tajique, em fevereiro de 1990, que começou por motivos étnicos. Na verdade, eles eram um prelúdio para uma guerra civil que começou dois anos depois.

## Contexto
A história do conflito foi o pogrom contra armênios em Bacu. Várias famílias armênias, 39 no total, fugiram de Bacu para seus parentes em Duxambé. Logo, rumores provocativos se espalharam pela cidade de que 2.500-5.5000 armênios, refugiados do Azerbaijão, foram reassentados em Duxambé e estavam sendo alocados apartamentos nos novos edifícios do maciço "zeravshan", enquanto a capital tinha uma aguda escassez de moradias.

## O curso dos eventos
Mais de 4.000 pessoas se reuniram perto do Comitê Central do Partido Comunista do Tajiquistão (Shahidon) em 11 de fevereiro. Várias famílias de armênios que vieram para Duxambé disseram que não queriam causar os problemas do povo tajique, e deixaram a república. No dia seguinte, os gritos na multidão "Abaixo os armênios!" foram substituídos pelas exigências de "Abaixo a Mahkamov!" (Primeiro Secretário do Partido Comunista do Tajiquistão). Os manifestantes invadiram o prédio e atearam fogo. À noite, em resposta à abertura do incêndio pela polícia com cartuchos em branco começou a incendiar barracas, pogroms de lojas. No mesmo dia, um estado de emergência foi declarado em Duxambé.
Em 13 de fevereiro, Duxambé interrompeu o trabalho de transporte urbano, intermunicipal e ferroviário, institutos e escolas, creches, quase todas as lojas e empresas, bancos, telefone, correio e a publicação de jornais.
Civis da capital, com a completa ausência de ajuda das autoridades e das agências de aplicação da lei, salvando a si mesmos e suas famílias, criaram unidades de autodefesa. Foi uma experiência incrível de auto-organização de civis - os destacamentos guardados das entradas da máfia, abordagens ao seu bairro, organizaram um alarme caseiro.
Para restaurar a ordem na cidade teve que mover cerca de 5.000 soldados do Ministério da Defesa e do Ministério do Interior com a ordem de abrir fogo para matar, foi imposto um toque de recolher.
Como resultado dos tumultos, 26 pessoas foram mortas e 565 feridas.

## Consequências
O jornal Charogi Ruzpublicou uma entrevista com o oficial tajique da KGB Abdullo Nazarov, que afirmou que os distúrbios foram provocados pela KGB do Tajiquistão para desacreditar o movimento anticomunista na república.

O presidente do Tajiquistão, Qahhor Mahkamov, em entrevista ao serviço persa da BBC, referindo-se às razões da agitação em Duchambé, afirmou que:
"alguns líderes da KGB, tanto em Duxambé quanto em Moscou, estavam envolvidos nesses eventos".
A literatura estrangeira inclui o número de 26 mortos, incluindo 17 tajiques, 5 russos, 2 uzbeques, um tártaro e um azeri.
Em fevereiro de 1990,de acordo com uma investigação jornalística do Daily Press, os militares ultrapassaram sua autoridade no uso de armas de fogo e equipamento militar. No entanto, nenhum militar foi processado. Ao mesmo tempo, mais de duas dúzias de artigos foram publicados na imprensa central, em que os tajiques foram acusados de pogroms russos.
Alguns pesquisadores opinam sobre as táticas unificadas da principal liderança do país, amplamente utilizada durante o discurso dos nacionalistas na URSS durante os anos de perestroika: não fazer nada para a prevenção, permitir que os eventos cresçam, depois usar para suprimi-las forças menores, inflamando paixões, e só então aplicar as medidas mais brutais - tanto contra os responsáveis pela violação da ordem, quanto contra os inocentes, contribuindo assim apenas para o agravamento da situação.